# Yesterday (canção de Ashley Roberts)
Yesterday é uma canção da cantora pop americana Ashley Roberts. A faixa é seu primeiro single solo desde sua saída do The Pussycat Dolls em 2010. A música foi lançada digitalmente em 11 de novembro de 2012.

## Antecedentes
Em 2003, Roberts se juntou a The Pussycat Dolls, uma trupe burlesca reformulado como artistas. Sete anos mais tarde, em 2010, ela decidiu deixar o grupo para seguir sua própria carreira solo.
Após 2 anos de hiato, em 7 de novembro de 2012, foi anunciado que Roberts iria competir na décima segunda temporada do reality show britânico I'm a Celebrity...Get Me Out of Here!, exibida pela ITV. No mesmo dia, do início da competição em 11 de novembro de 2012, "Yesterday" foi lançado no Reino Unido. A canção destaca a capacidade vocal de Ashley e foi lançado pela Cherry Red Records e distribuído pela Fastrax.

## Videoclipe
A estréia do vídeo foi anunciada via Twitter em 13 de novembro como "Atenção para a estréia do vídeo para o novo single de Ashley #Yesterday amanhã" e foi lançado em Muzu.tv em 14 de novembro, então adicionado à VEVO 2 dias depois. O vídeo começa com Roberts na piscina em sua casa com um cara (parecido com o antigo namorado), o vídeo segue com Roberts cantando o primeiro verso com ela deitada na cama. Em seguida, mostra diferentes fotos de Roberts no chão, na cadeira, na cama dela e na piscina cantando e mostrando seu antigo namorado novamente. Durante o refrão, ele mostra Roberts e o cara indo para a cama fazendo amor, seguido dela estando sozinha no quarto. O segundo verso começa com Roberts na piscina novamente e desta vez mostrando flashbacks dela e do cara na sala no sofá e cadeiras juntos. Mostra-os juntos na sala, mas os dois não falam nem se reconhecem. Durante o refrão novamente, os dois lutam em seu quarto com o cara e acabam deixando Roberts sozinha. Roberts também está cantando novamente na cama, cadeira, beira da piscina e porta. O vídeo termina com Roberts andando e desaparecendo no ar.

## Faixas e formatos
Download digital
1. "Yesterday" – 3:03

## Paradas
| Chart (2012)     | Posição |
| ---------------- | ------- |
| UK Singles Chart | 179     |